# Bontoc (Mountain Province)
Bontoc ist eine philippinische Stadtgemeinde in der Provinz Mountain Province. Sie hat 24.643 Einwohner (Zensus 1. August 2015). 
Bontoc ist Sitz der Provinzregierung der Provinz Mountain Province.
Die Stadt liegt in den Philippinischen Kordilleren im Tal des Flusses Chico.
Das von einer belgischen Ordensschwester gegründete Bontoc Museum dokumentiert das Leben der Bergvölker in der Gegend, der Igorot, darunter Kalinga, Isneg, Apayao, Ifugäo, Ibaloi, Tingulan und Bontoc unter anderem aus den Dörfern Sagada, Sadanga, Tuocan und Mainit. Im Barangay Alab lassen sich die Petroglyphen von Bontoc finden.
In der Stadt gibt es das "Mountain Province State Polytechnic College".
Der "Halsema Highway" verbindet die Stadt mit dem Mount-Data-Nationalpark und mit Baguio im Süden sowie mit Sadanga und Tinglayan im Norden. 5 km im Westen liegt Sagada, 2 km im Norden die Maligcong Reisterrassen. Auf dem Gebiet der Gemeinde liegt der Vulkan Patoc.

## Administrative Gliederung
Bontoc ist politisch in 16 Baranggays unterteilt.
| - Alab Proper - Alab Oriente - Balili - Bayyo | - Bontoc Ili - Caneo - Dalican - Gonogon | - Guinaang - Mainit - Maligcong - Samoki | - Talubin - Tocucan - Poblacion (Bontoc) - Calutit |

## Galerie

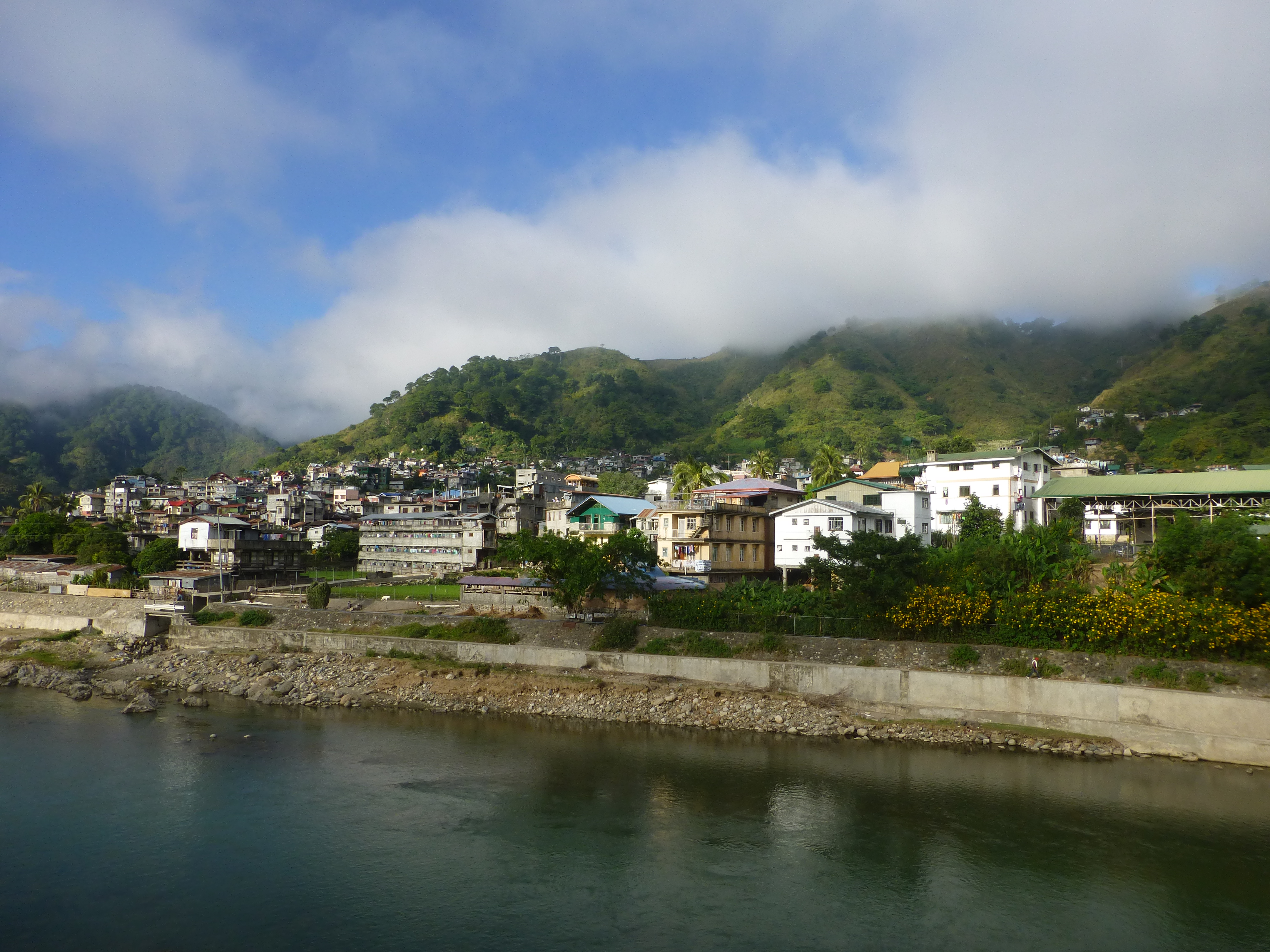
Bontoc
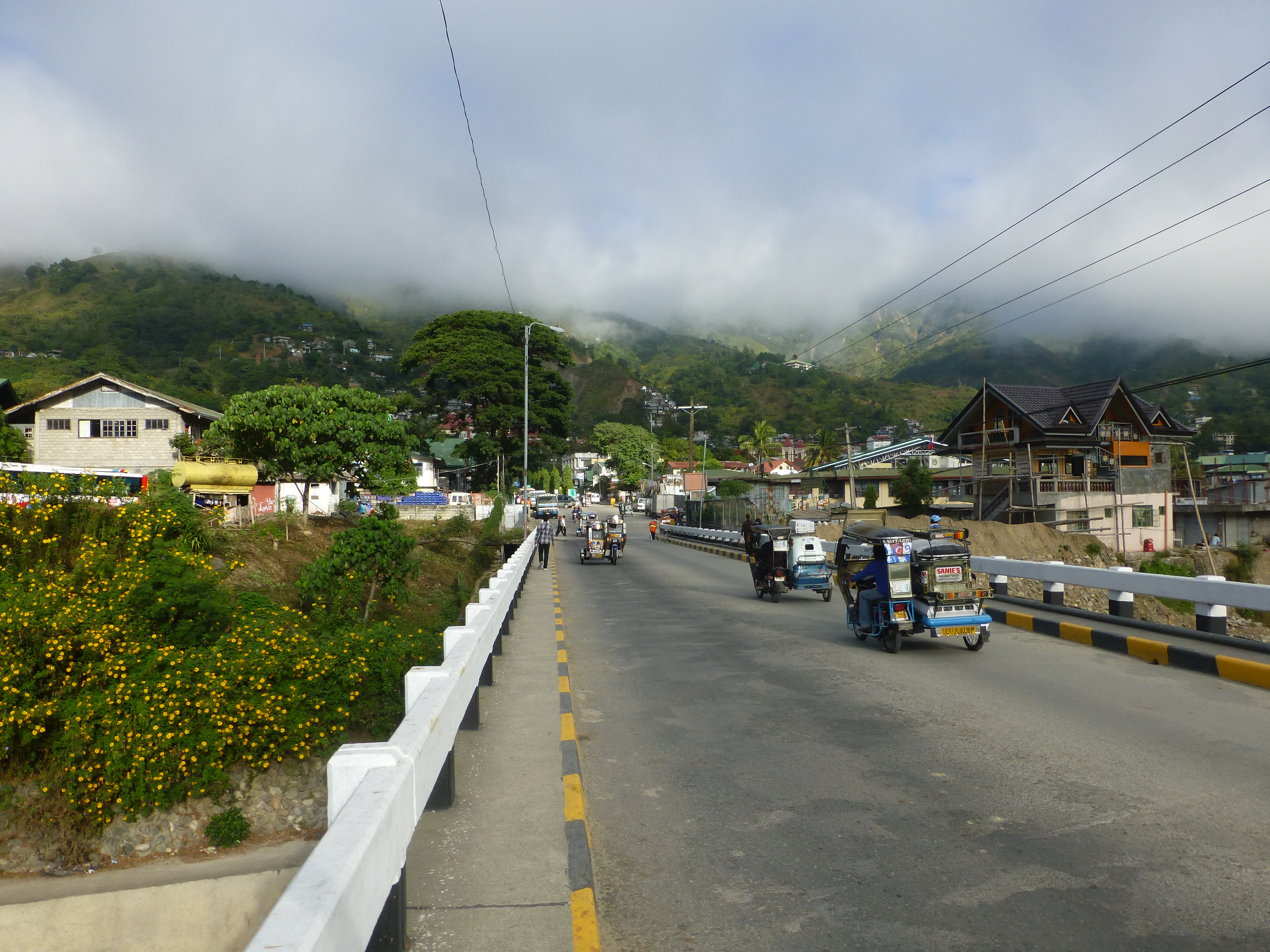
Samoki-Brücke über den Chico